# Mistrzostwa Europy w Rugby 7 Kobiet 2003
Mistrzostwa Europy w Rugby 7 Kobiet 2003 – pierwsze mistrzostwa Europy w rugby 7 kobiet, oficjalne międzynarodowe zawody rugby 7 o randze mistrzostw kontynentu organizowane przez FIRA-AER mające na celu wyłonienie najlepszej żeńskiej reprezentacji narodowej w tej dyscyplinie sportu w Europie. Zostały rozegrane we francuskim mieście Lunel w dniach 23–24 maja 2003 roku.
Zwycięska okazała się drużyna Hiszpanii.

## Uczestnicy
Początkowo w turnieju miało wziąć udział 11 drużyn, jednak zespół niemiecki wycofał się jeszcze przez jego rozpoczęciem.
- Grupa A
  -  Norwegia
  -  Szwajcaria
  -  Niemcy
  -  Belgia
  -  Hiszpania
  -  Czechy
- Grupa B
  -  Szwecja
  -  Chorwacja
  -  Francja
  -  Bułgaria
  -  Portugalia

## Faza pucharowa

### Mecz o 9. miejsce
| 24 maja 2003 | Czechy | 24:0 | Bułgaria | Lunel |
| 24 maja 2003 |        | 24:0 |          | Lunel |

### Mecz o 7. miejsce
| 24 maja 2003 | Chorwacja | 7:5 | Norwegia | Lunel |
| 24 maja 2003 |           | 7:5 |          | Lunel |

### Mecz o 5. miejsce
| 24 maja 2003 | Portugalia | 14:0 | Belgia | Lunel |
| 24 maja 2003 |            | 14:0 |        | Lunel |

### Mecz o 3. miejsce
| 24 maja 2003 | Szwajcaria | 5:0 | Szwecja | Lunel |
| 24 maja 2003 |            | 5:0 |         | Lunel |

### Mecz o 1. miejsce
| 24 maja 2003 | Hiszpania | 21:12 | Francja | Lunel |
| 24 maja 2003 |           | 21:12 |         | Lunel |

## Klasyfikacja końcowa
| Miejsce | Reprezentacja |
| ------- | ------------- |
| 1       | Hiszpania     |
| 2       | Francja       |
| 3       | Szwajcaria    |
| 4       | Szwecja       |
| 5       | Portugalia    |
| 6       | Belgia        |
| 7       | Chorwacja     |
| 8       | Norwegia      |
| 9       | Czechy        |
| 10      | Bułgaria      |